# Ibanez
Ibanez (яп. アイバニーズ, Aibanīzu) — відомий гітарний бренд, яким володіє компанія Хошіно Ґаккі (Hoshino Gakki), розташована в місті Нагоя, Японія.

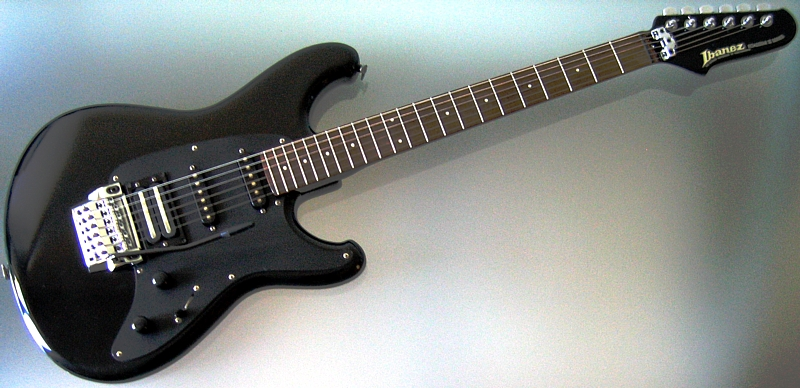
Гітара Ibanez

Hoshino Gakki стала однією з перших японських компаній, що виробляють музичні інструменти, яка зуміла досягти успіху в Сполучених Штатах і Європі. Пізніше й інші японські виробники гітар вийшли на ринок (наприклад, ESP та Jackson).
Хоча сучасне виробництво Ibanez почалося в Японії з 1957 року компанією Hoshino Gakki, назва «Ibanez» з'явилася вже в 1929 році, коли компанія налагодила імпорт акустичних гітар «Salvador Ibáñez» з Іспанії до Японії. Hoshino Gakki володіє брендами «Ibanez» (гітари) і «Tama» (барабани).

## Історія
Компанія Hoshino Gakki з'явилася в 1908 році як підрозділ з продажу музичних інструментів в компанії Hoshino Shoten, що займається продажем книг. У 1935 році вони почали виробляти свої власні струнні інструменти. Компанія мала незначну присутність на Заході аж до середини 1960-х.
Починалося все з імпортування іспанських гітар від знаменитого іспанського майстра Сальвадора Ібаньєс (ісп. Salvador Ibáñez, 1854—1920). Коли іспанська майстерня була знищена під час громадянської війни (1936—1939) і оригінальні гітари стали недоступні (проте користувалися високим попитом завдяки високій якості), компанія викупила права на торгову марку «Ibanez» і почала випускати акустичні гітари самостійно, спочатку як «Ibanez Salvador», і пізніше як «Ibanez».
Сучасна ера гітар Ibanez почалася в 1957 році. Каталоги кінця 1950-х і 1960-х містили гітари незвичайної форми. Деякі з гітар кінця 1960-х були схожі на розробки Hagström і EKO. Hoshino Gakki використовувала гітарну фабрику Teisco для випуску гітар Ibanez після того, як вони припинили випуск власних гітар в 1966 році. Після закриття фабрики Teisco в 1970 році Hoshino Gakki використовувала фабрику FujiGen Gakki для виробництва більшості гітар Ibanez, також змінився металевий логотип Ibanez на голові гітари на більш сучасний, що наноситься методом декалькоманії.

## Відомі музиканти, що використовують Ibanez

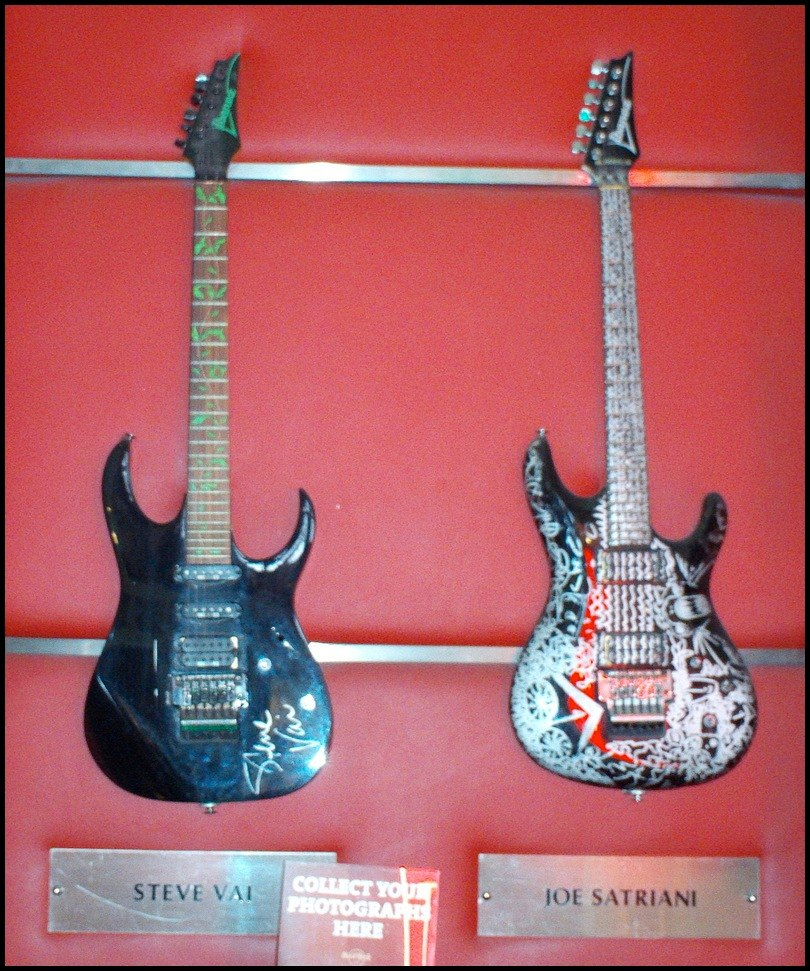
Підписні моделі Стіва Вая та Джо Сатріані в лондонському Hard Rock Cafe

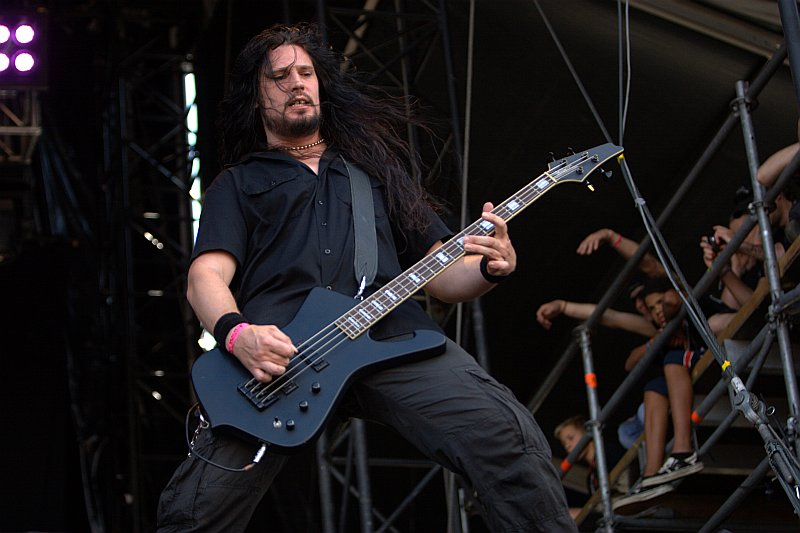
Шарлі Д'Анжело з Arch Enemy

Ibanez випускає підписні гітари та обладнання для відомих гітаристів.

### Електрогітари
- Пол Гілберт (серія PGM)
- Герман Лі з DragonForce (EGEN)
- Джеймс Шафер (Манкі) з KoЯn (APEX)
- Кевін Вассерман з Offspring (NDM)
- Омар Родрігес-Лопес (ORM)
- Джо Сатріані (JS)

- Мік Томпсон з Slipknot (MTM)
- Енді Тіммонс з Danger Danger (AT)
- Стів Вай (JEM / UV)
- Дарон Малакян з System Of A Down (DMM1) — було випущено всього 300 моделей
- Діно Касарес з Fear Factory
- Ігор Воронов з Кукринікси
- Майк Шинода з Linkin Park
- Фредрік Тордендаль з Meshuggah — LACS RG8 / IC8
- Роланд Йоханссон з The Unguided (RG827Z)
- Баррі Сток з Three Days Grace (SZ320)
- Роджер Сьюнессон з The Unguided (ARZ700)
- Тосін Абасі (TAM100)
- Брайан Уелч з KoЯn (k7, KOMRAD)
- Уес Борланд з Limp Bizkit
- Бен Брюс з Asking Alexandria
- Оллі Тукиайнен з Poets of the Fall
- Яска Мякинен з Poets of the Fall
- Тоні МакАлпайна (Tony MacAlpine) з PlanetX

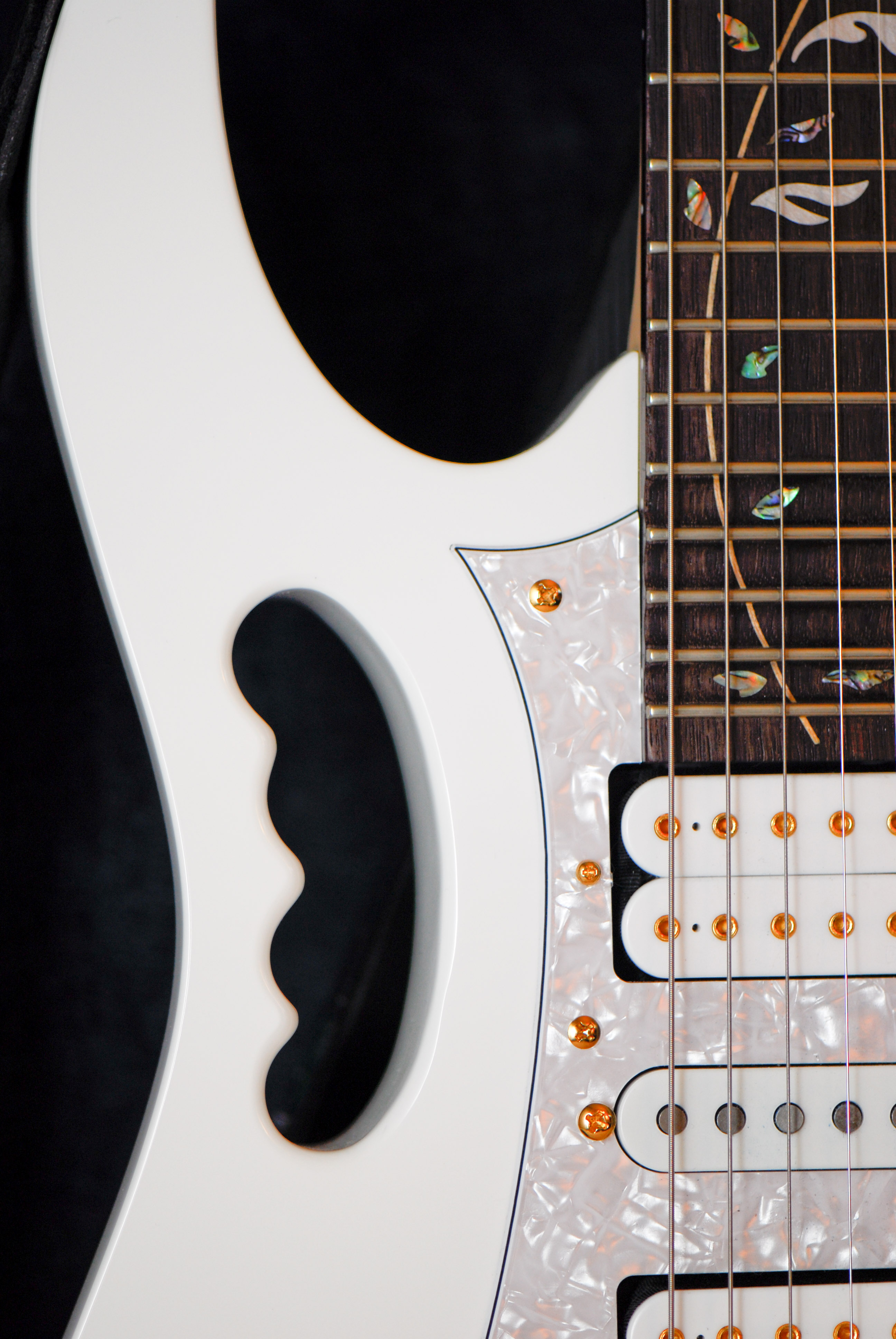
Ibanez JEM

- Пол Стенлі з Kiss
- Кіко Лоурейро з Angra і MegadethIbanez JEM

### Бас-гітари
- Пітер Іверс з In Flames (PIB)
- Шарлі Д'Анджело з Arch Enemy (SDB)
- Майк Д'Антона з Killswitch Engage (MBD)
- Філді з KoЯn (K5)
- Пол Грей з Slipknot (PGB)
- Пол Романко з Shadows Fall (PRB)
- Джеральд Візлі (GVB)
- Гарі Вілліс з Tribal Tech (GWB)
- Маркус Весслен з Dead by April (SR5005)
- Карін Аксельссон з Sonic Syndicate (SR5000)
- Гарет МакГріллен з Pendulum (SR505, SR705, SR305 / 304)
- Сем Ріверс з Limp Bizkit
- Джин Сіммонс з Kiss

### Пів-акустичні гітари
- Джордж Бенсон (GB)
- Пет Метіні (PM)
- Джон Скофілд (JSM)

### Акустичні гітари
- Джо Сатріані (JSA — Joe Satriani Signature Acoustic Guitar)
- Стів Вай (EP9 Steve Vai «Euphoria» Signature Acoustic Guitar)

### Педалі ефектів
- Пол Гілберт (Paul Gilbert AF2 — Airplane Flanger)
- Стів Вай (Steve Vai Jemini Distortion Pedal)
- Стіві Рей Вон (Stevie Ray Vaughan — Tube Screamer)

## Цікаві факти
- Спочатку прізвище майстра, в честь якого названа фірма, звучить саме як «Ібаньєс», однак згодом назва зазнала «американізації» через зростання популярності в США і стала звучати як «Айбеніз».
- В країнах колишньої російської окупації (пострадянських країнах), де розповсюдженість гітар Ibanez досягла особливого успіху, завдяки невисокій ціні та «агресивному» дизайну гітар, міцно вкоренилась назва «Ібанез».